# Satantango (romance)
Satantango (em húngaro:  Sátántangó , tr. "O Tango de Satã") é um romance de 1985 do escritor húngaro László Krasznahorkai. É o romance de estreia de Krasznahorkai. Foi adaptado para um filme de sete horas amplamente aclamado, Sátántangó (1994), dirigido por Béla Tarr. O romance foi publicado no Brasil, em tradução inédita, pela editora Companhia das Letras em 2022. A tradução para o português de Paulo George Schiller ganhou o prêmio Paulo Rónai de melhor tradução do Prêmio Literário da Bilbioteca Nacional (2023).

## Estrutura
O romance é uma obra pós-moderna e foi escrito com múltiplas perspectivas. A estrutura dos capítulos do livro lembra um tango, com 6 passos para frente seguidos de 6 para trás. Cada capítulo é um parágrafo longo que não contém quebras de linha. As doze partes são intituladas da seguinte forma (no original em húngaro e na tradução para o português).
- I. A hír, hogy jönnek [Notícias de que eles estavam chegando]
- II. Feltámadunk [Ressuscitamos]
- III. Valamit tudni [Saber de alguma coisa]
- 4. A pók dolga I. [O Trabalho da Aranha I]
- V. Felfeslők [Irrompe]
- VI. A pók dolga II (Ördögcsecs, sátántangó) [A Obra da Aranha II]
- VI. Irimiás beszédet mond [Irimiás faz um pronunciamento]
- V. A távlat, ha szemből [A perspectiva se vista de frente]
- 4. Mennybe menni? Lázálmodni? [Ir ao paraíso? Ter pesadelos?]
- III. A távlat, ha hátulról [A perspectiva se vista por trás]
- II. Csak um gond, um munka [Somente a preocupação, o trabalho...]
- I. A kör bezárul [O círculo se fecha]

## Trama
A maior parte da ação ocorre em uma aldeia húngara degradada que fica nas proximidades de uma cidade sem nome, na qual os habitantes estão quase isolados do mundo exterior. O personagem principal, Irimiás, um vigarista que se faz passar por salvador, chega à terra e consegue um poder quase ilimitado sobre os habitantes, faz com que lhe dêem todo o dinheiro suado, convence-os a mudarem-se para outra "propriedade" abandonada nas proximidades, e depois os leva para a cidade, onde os dispersa por todo o país. O objetivo de Irimiás é poder e dinheiro.

## Recepção
Jacob Silverman, do The New York Times, revisou o livro em 2012 e escreveu que ele "compartilha muitas das preocupações temáticas dos romances posteriores de [Krasznahorkai] - a suspensão do tempo, uma sensação apocalíptica de crise e decadência - mas é uma abordagem totalmente mais trabalho digerível. Sua história salta em perspectiva e temporalidade, mas a narrativa raramente é obscura. Para um escritor cujos personagens muitas vezes exibem uma interioridade claustrofóbica, Krasznahorkai também se mostra inesperadamente expansivo e engraçado aqui."
Theo Tait, do The Guardian, elogiou o romance e, em particular, disse que ele "possui uma visão distinta e convincente". Ele observou que há influência de Franz Kafka e Samuel Beckett visível no romance.
No Brasil, o livro foi bem recebido. Alysson Oliveira, em artigo para a revista CartaCapital, diz: "Krasznahorkai é dono de uma escrita desafiante. Mas quem atravessa seus parágrafos, que duram páginas e páginas, entra em contrato com aquilo que a melhor literatura é capaz de oferecer: um mergulho nas contradições humanas e sociais. Acumulando pontos de vista diferentes, Sátántangó é um livro no qual as coisas não aparecem como as conhecemos. O comum torna-se, assim, pouco familiar." Em crítica à Folha de S.Paulo, Helen Beltrame-Linné aponta: "É uma escrita habilmente construída, quase arquitetada, com frases longas que acompanham o fluxo de  consciência de cada personagem, mas que surpreende pelos rumos que toma e pela variação de tom —que vai, sem titubeios, do excêntrico ao prosaico, do solene ao intrigante, do ácido ao desolado."